# آرتور گناهوا
آرتور گناهوا (انگلیسی: Arthur Gnahoua؛ زادهٔ ۱۸ سپتامبر ۱۹۹۲) بازیکن فوتبال است.
از باشگاه‌هایی که در آن بازی کرده‌است می‌توان به باشگاه فوتبال مکلسفیلد تاون و باشگاه فوتبال شروزبری تاون اشاره کرد.